# Martell
Martell (Italiaans: Martello) is een gemeente in de Italiaanse provincie Zuid-Tirol (regio Trentino-Zuid-Tirol) en telt 879 inwoners (31-12-2004). De oppervlakte bedraagt 143,8 km², de bevolkingsdichtheid is 6 inwoners per km².
Het staat bekend als de enige Italiaanse gemeente zonder Italiaans sprekende inwoners: 100% van de inwoners is Duitstalig.

## Geografie
De gemeente ligt op ongeveer 1312 meter boven zeeniveau.
Martell grenst aan de volgende gemeenten: Latsch, Laas, Peio (TN), Rabbi (TN), Schlanders, Stilfs, Ulten, Valfurva (SO).
De volgende fraziones maken deel uit van de gemeente:
- Gand (Ganda)
- Morter

## Foto's

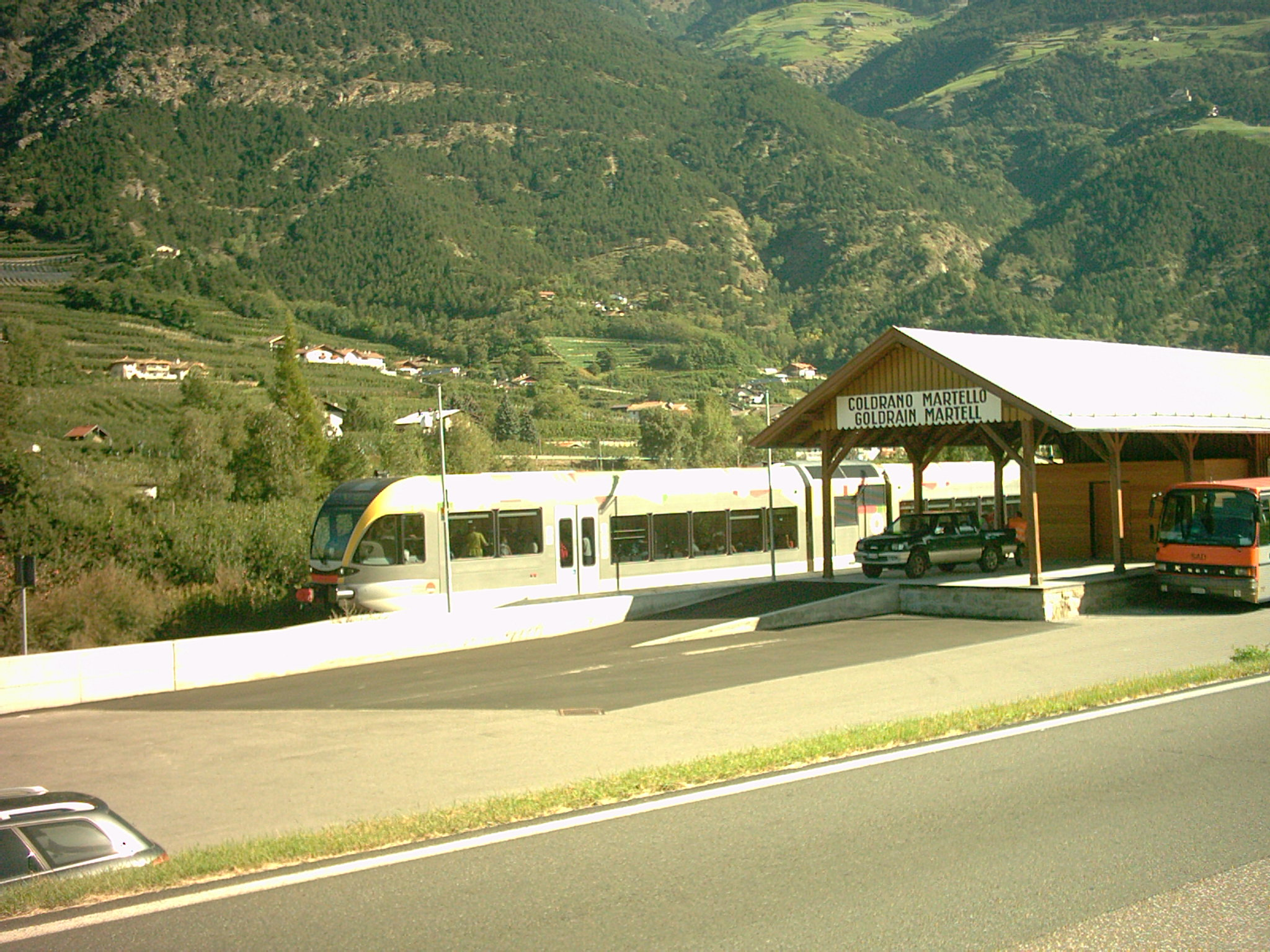
Station
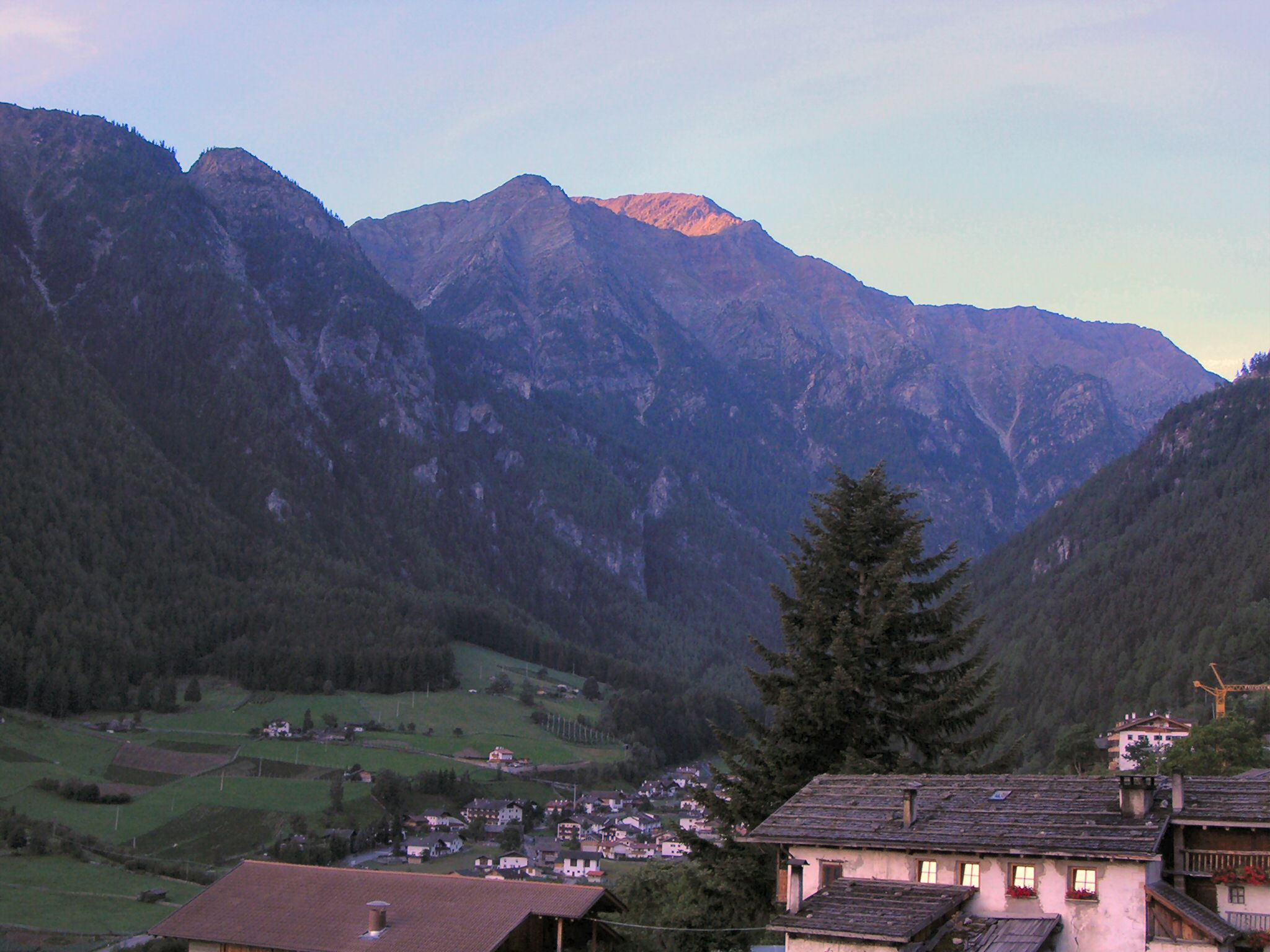
Vallei
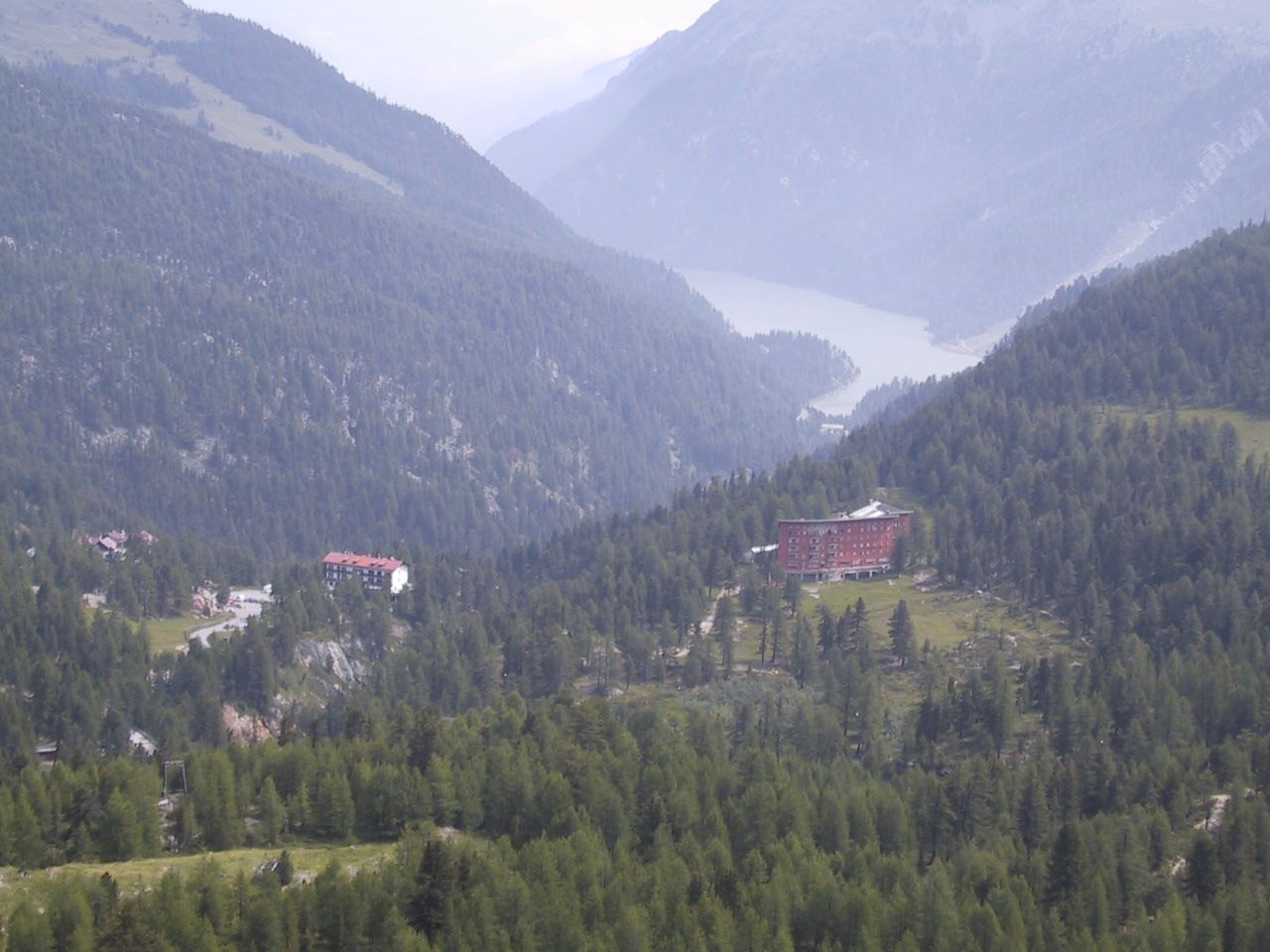
Hotel